# Albert Fox
Albert Whiting Fox (Boston, 29 aprile 1881 – Washington, 29 aprile 1964) è stato uno scacchista statunitense.
Nato a Boston, trascorse alcuni anni in Germania per studiare matematica. Nel 1901 tornò in America e partecipò a diversi tornei. 
- Nel torneo di Cambridge Springs 1904, vinto da Frank Marshall, si classificò 10º-12º su 16 giocatori.
- Nel 1905-906 vinse il campionato del Manhattan Chess Club.
- Nel torneo di New York 1906 fu 2º-3º con Marshall dietro a Eugene Delmar.
- Nel quadrangolare di Trenton Falls del 1906, vinto da Emanuel Lasker, si classificò terzo.
- Nel torneo "Rice Memorial" di New York nel 1915, vinto da José Raúl Capablanca, ottenne il 7º-8º posto.

Giocò per il Manhattan Chess Club in diversi match telegrafici: nel 1904-1906 contro il Franklin Chess Club di Filadelfia e il Chicago Chess Club. Partecipò a due match telegrafici Stati Uniti-Gran Bretagna (nel 1907 e 1911).